# Dicranophorus riparius
Dicranophorus riparius är en hjuldjursart som beskrevs av Ludmila A. Kutikova 1985. Dicranophorus riparius ingår i släktet Dicranophorus och familjen Dicranophoridae. Inga underarter finns listade i Catalogue of Life.